# Pontiac LeMans
Der Pontiac LeMans (anfangs Tempest LeMans) war ein von 1961 bis 1981 und von 1987 bis 1993 angebotenes Modell des US-amerikanischen Automobilherstellers General Motors (GM) unter der Automarke Pontiac. Pontiac verwendet die Bezeichnung in verschiedenen Schreibweisen, einerseits zusammen „LeMans“ (z. B. in Prospekten) oder auch getrennt als „Le Mans“ (Schriftzug auf der Karosserie) und gibt die Aussprache mit „Luh-mahnz“ an.
Im Einzelnen stand die Bezeichnung LeMans
- von 1961 bis Sommer 1963 für die besser ausgestatteten Coupé- und Cabriolet-Versionen des Pontiac Tempest;
- von Herbst 1963 bis 1972 für die Spitzenmodelle der Tempest-Baureihe;
- von Herbst 1972 bis Sommer 1981 für die gesamte intermediate Baureihe (Mittelklasse) von Pontiac und
- von 1988 bis 1994 für eine bei Daewoo in Korea gebaute und in Nordamerika und Neuseeland verkaufte Version des Opel Kadett E.

## Modelljahre 1961–1963

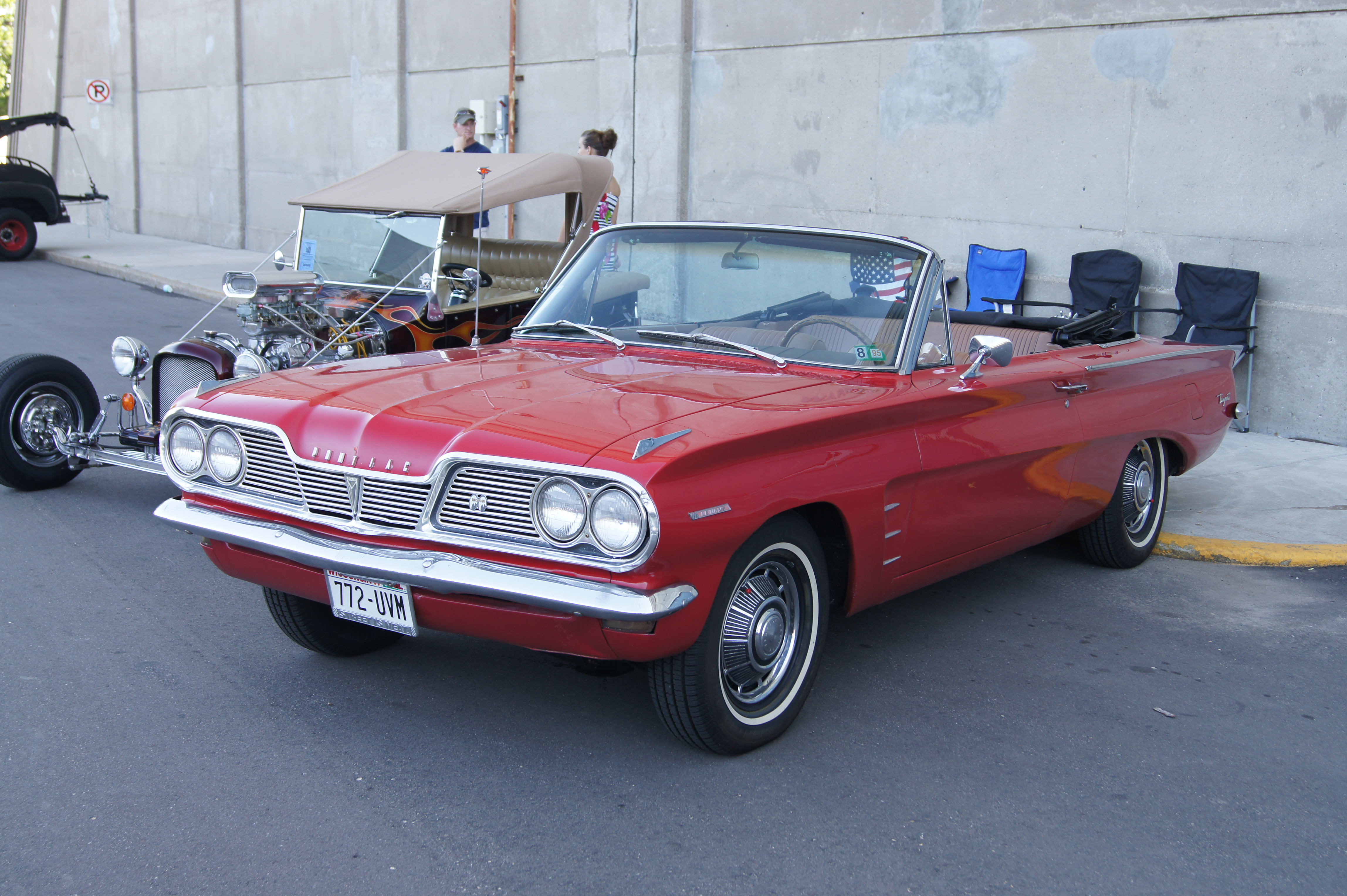
Pontiac Tempest LeMans 1962

Ab Anfang 1961 fungierte der Tempest LeMans als Spitzenausstattungspaket, das eine sportlichere und luxuriösere Ausstattung, einschließlich Einzelsitzen, der kurz zuvor eingeführten Tempest-Baureihe und war als Coupé ohne B-Säulen, ab Modelljahr 1962 auch als Cabriolet erhältlich. Im Jahr 1963 wurde der Tempest LeMans als separates Modell in der Pontiac-Kompaktwagenreihe angeboten. Der Einstiegspreis für das Hardtop-Coupé mit sechs Sitzplätzen lag bei 2418 USD und für das Cabriolet mit fünf Plätzen bei 2742 USD. In diesem Jahr wurden 61.659 Tempest LeMans verkauft. Es waren die gleichen Motoren verfügbar wie beim Tempest, auch hier war optional ein leistungsstarker V8-Motor erhältlich.
Details siehe Lemma Pontiac Tempest.

## Modelljahre 1964–1967

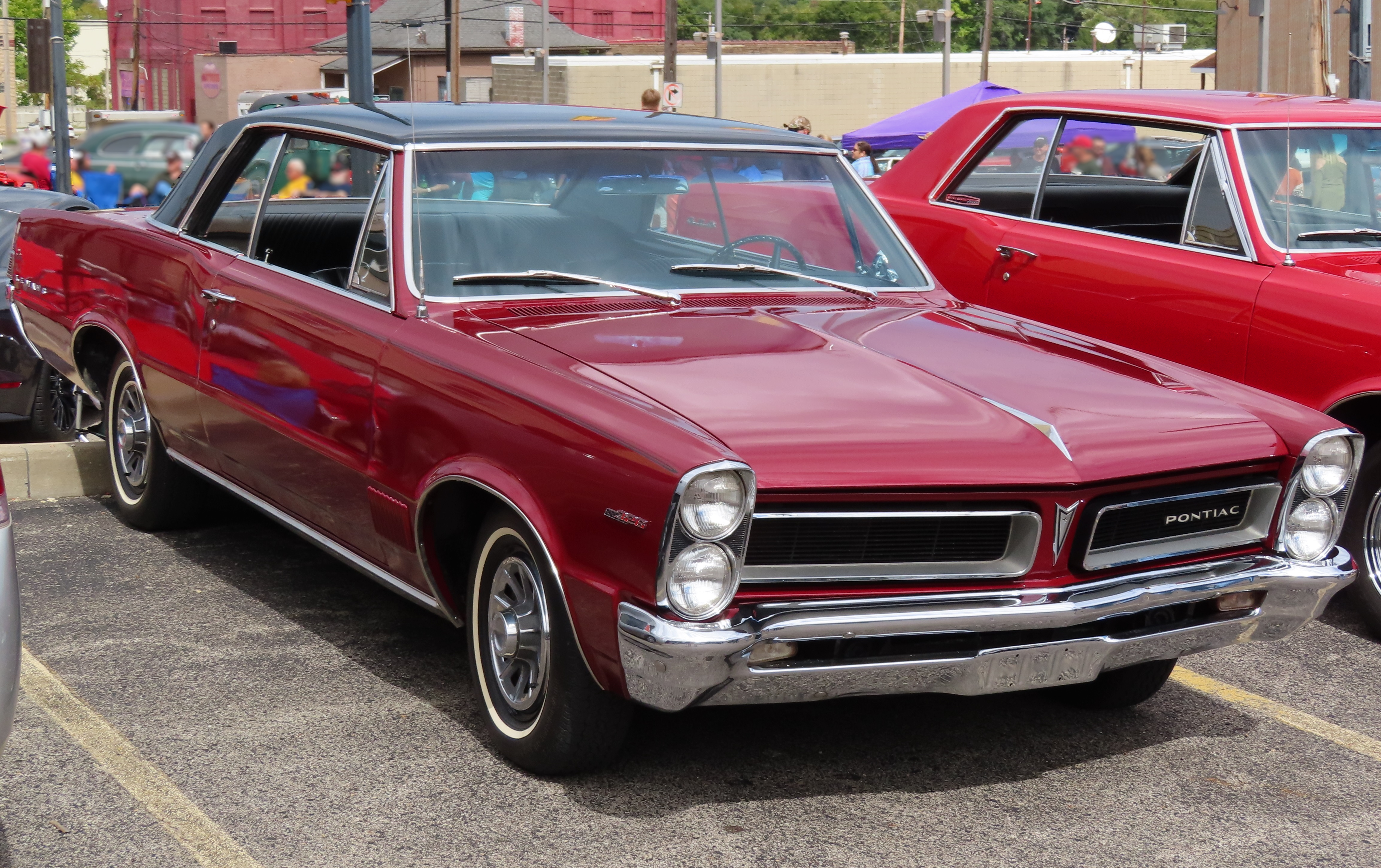
Pontiac Tempest LeMans 1965

Mit dem Modelljahr 1964 wurde die Tempest-LeMans-Reihe, die weiterhin die luxuriösesten Ausführungen des Tempest darstellte, um ein Coupé mit B-Säulen ergänzt, ab 1965 ferner um eine viertürige Limousine und ab 1966 um eine Hardtop-Limousine, bei der die B-Säule fehlt. Die 4-türige Limousine mit B-Säule wurde für das Modelljahr 1966 durch eine viertürige Hardtop-Karosserie ohne B-Säule ersetzt. Ab 1964 bildete der Tempest LeMans die Basis für den GTO, welcher in diesem Jahr als Optionspaket für ihn erhältlich war und 296 US-Dollar extra kostete. Im Jahr 1965 wurden 39.525 Tempest, 84.653 Tempest Custom und 182.905 Tempest LeMans (darunter 75.352 GTO) hergestellt. Der LeMans war somit das meistverkaufte Modell der Tempest-Reihe.
Vgl. Artikel Pontiac Tempest.

## Modelljahre 1968–1972

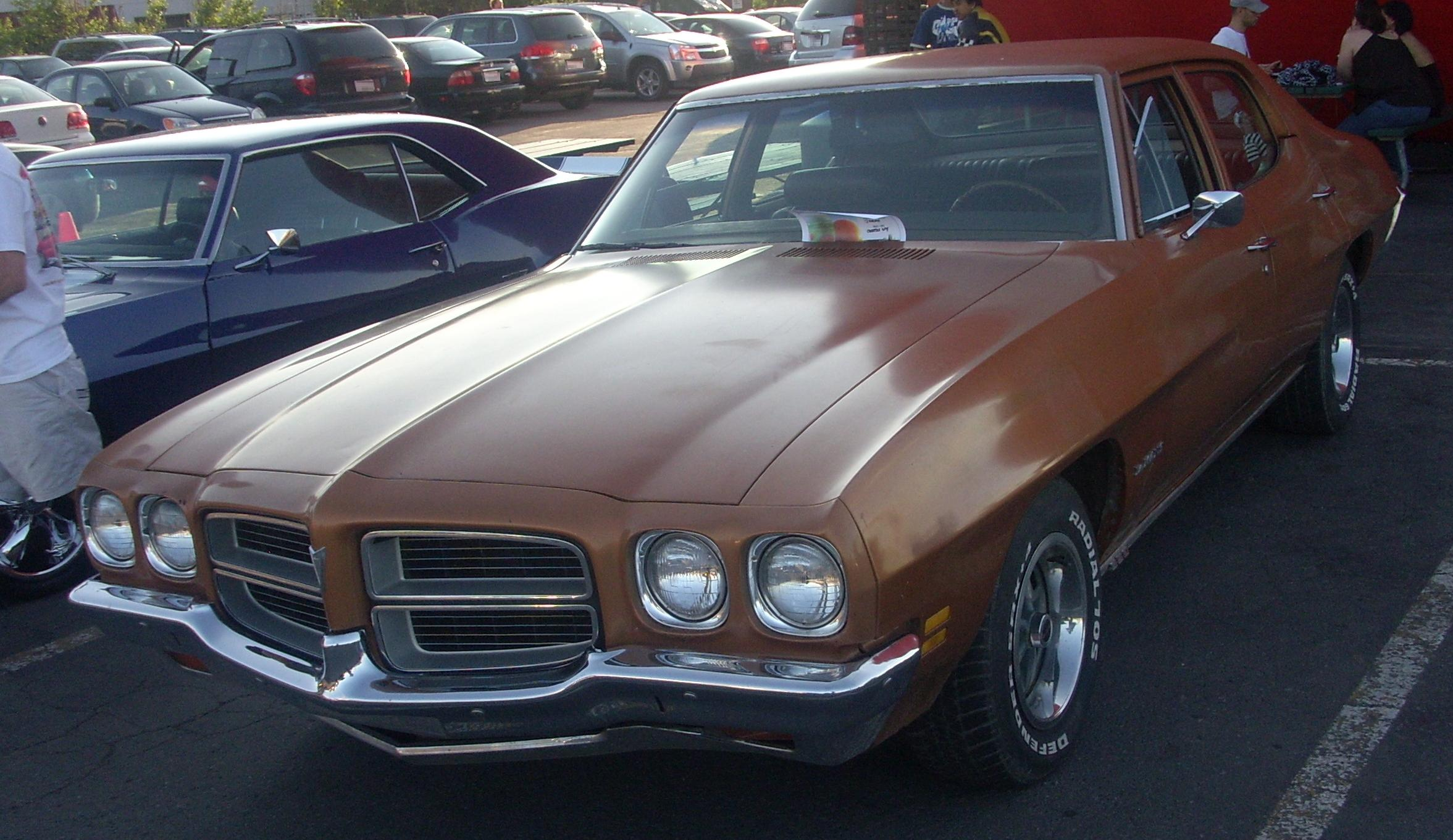
Pontiac Le Mans 1972

Zum Modelljahr 1970 wurde der Name auf Pontiac Le Mans verkürzt; zugleich kam über dem regulären Le Mans die Baureihe Le Mans Sport ins Programm, die anfangs Limousine, Coupé und Cabrio, 1972 nur noch das Cabriolet umfasste und zu diesem Zeitpunkt durch den Luxury Le Mans abgelöst wurde. Ab Modelljahr 1971 entfiel der Name Tempest gänzlich; sämtliche mittelgroßen Pontiac-Modelle zählten nun zur Le-Mans-Familie. Neu im Jahr 1970 waren vom Firebird inspirierte Frontstoßstangen, umlaufende Rückleuchten und faltenartige Karosserielinien.

## Modelljahre 1973–1977

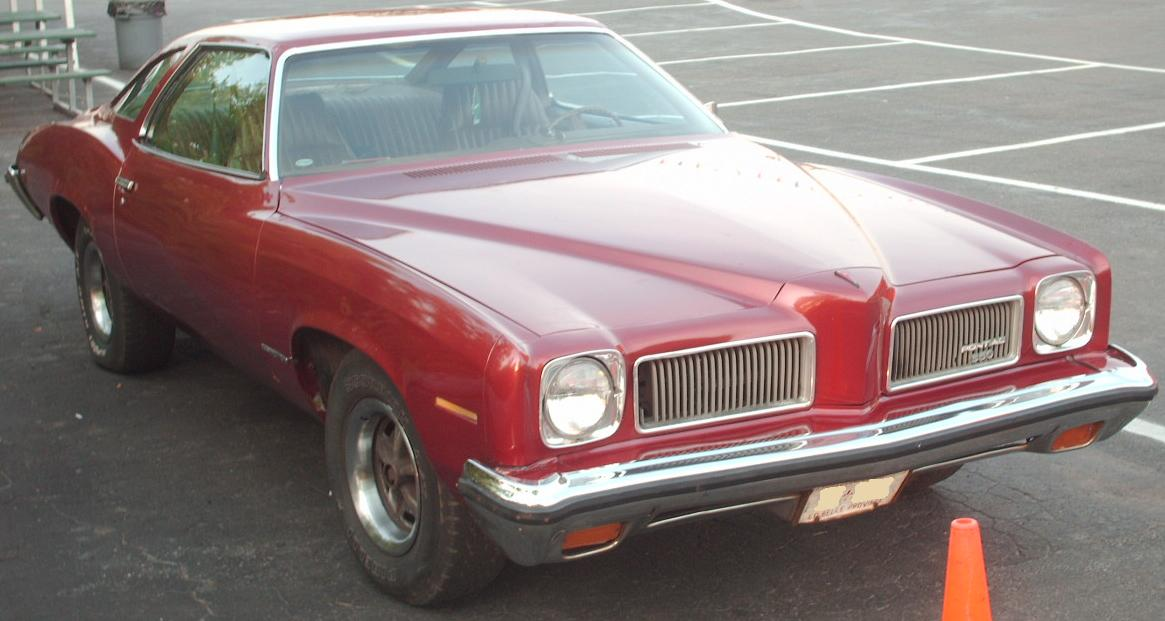
Pontiac Le Mans Coupé, MJ 1973–1975

Zum Modelljahr 1973 erhielten die Le-Mans-Modelle neue, rundlicher gestaltete Karosserien. In den Baureihen Le Mans, Le Mans Sport und Luxury Le Mans wurden Coupés, Hardtop-Limousinen und Kombis angeboten. Als sportlich auftretendes Spitzenmodell diente der Pontiac Grand Am, ein Cabriolet gab es nicht mehr. Basismotor war weiterhin ein 4,1-Liter-Reihensechszylinder (101 brutto SAE-HP), darüber rangierten V8-Maschinen mit 5,7 bis 7,5 Liter Hubraum (152–253 SAE-HP). Ab Modelljahr 1975 entfiel der Luxury Le Mans, der ab Ende 1975 durch den Grand Le Mans abgelöst wurde; zugleich erhielten alle Modelle ein kleines Facelift mit Rechteck-Doppelscheinwerfern.

## Modelljahre 1978–1981

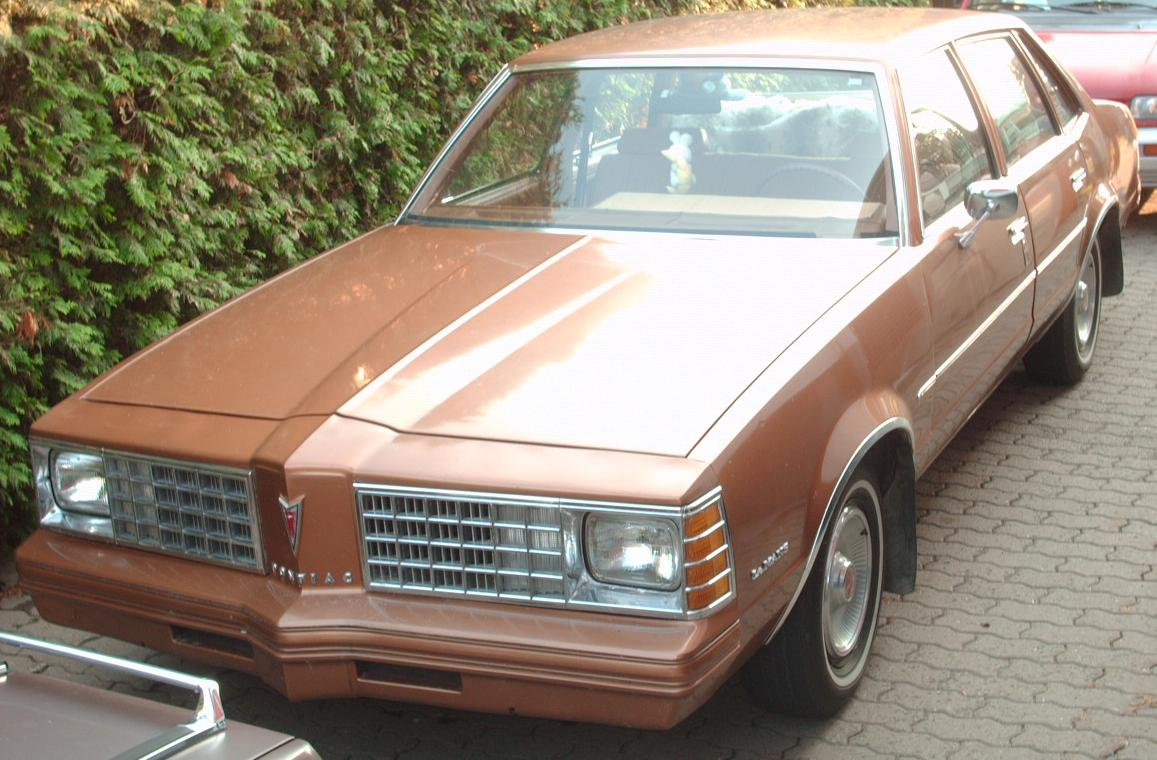
Pontiac LeMans MJ 1979

Zum Modelljahr 1978 erschien der LeMans, Parallelmodell zu Chevrolet Malibu, Buick Skylark und Century und Oldsmobile Cutlass in deutlich kleinerer und leichterer Gestalt.
In den Baureihen LeMans und Grand LeMans wurden zweitürige Coupés, viertürige Limousinen und fünftürige Kombis (als LeMans bzw. Grand LeMans Safari) angeboten, auch den Grand Am gab es weiterhin. Basismotor war ein 90°-V6 von 3,8 Litern Hubraum (106, später 112 PS), gegen Mehrpreis war ein Fünfliter-V8 (142 PS) zu haben, 1981 auch ein 4,3-Liter-V8 (122 PS).
Ab Modelljahr 1982 wurde der LeMans leicht verändert unter der Bezeichnung Pontiac Bonneville G angeboten.

## Modelljahre 1989–1993

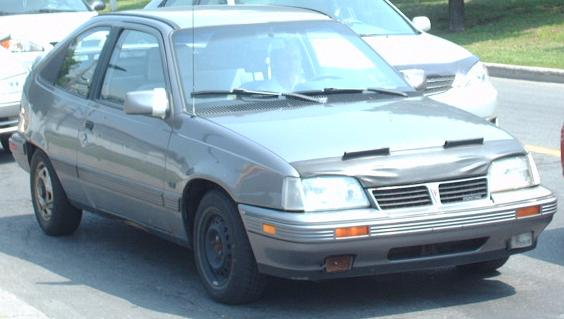
Pontiac LeMans Aerocoupe

Ab Herbst 1988 bis Sommer 1993 wurde in den USA (und in Neuseeland) eine bei Daewoo in Korea gebaute Abwandlung des Opel Kadett E unter der Bezeichnung Pontiac LeMans verkauft; dieses Fahrzeug ersetzte den bisherigen Pontiac T1000. In Kanada wurde der Wagen 1988 bis 1991 als Passport Optima und nur im Modelljahr 1993 als Asüna SE (Stufenhecklimousine) und GT (Schrägheck-Dreitürer) vermarktet und ersetzte dort den Acadian.
Den LeMans gab es als dreitüriges Schrägheck, „Aerocoupe“ genannt, und als viertüriges Stufenheck. Ende 1989 erschien eine sportliche GSE-Version in Anlehnung an den Kadett GSi, angetrieben von einem Zweiliter-Vierzylinder mit 97 PS; die Basismodelle besaßen einen 75 PS leistenden 1,6-Liter-Vierzylindermotor. Merkmale des GSE waren die komplett (d. h. inklusive Stoßfänger) in Rot, Weiß oder Silbermetallic lackierte Karosserie, 14-Zoll-Aluminiumräder, Nebelleuchten, Heckspoiler und Recaro-Sportsitze. Der LeMans SE-Viertürer besaß ebenfalls den Zweilitermotor, der auch im Chevrolet Cavalier und im Pontiac Sunbird zum Einsatz kam.

Der Absatz litt unter den auftretenden Qualitätsproblemen der Konstruktion, der Vertrieb wurde nach dem Modelljahr 1993 eingestellt sowie die Marke Asüna in Kanada aufgegeben.

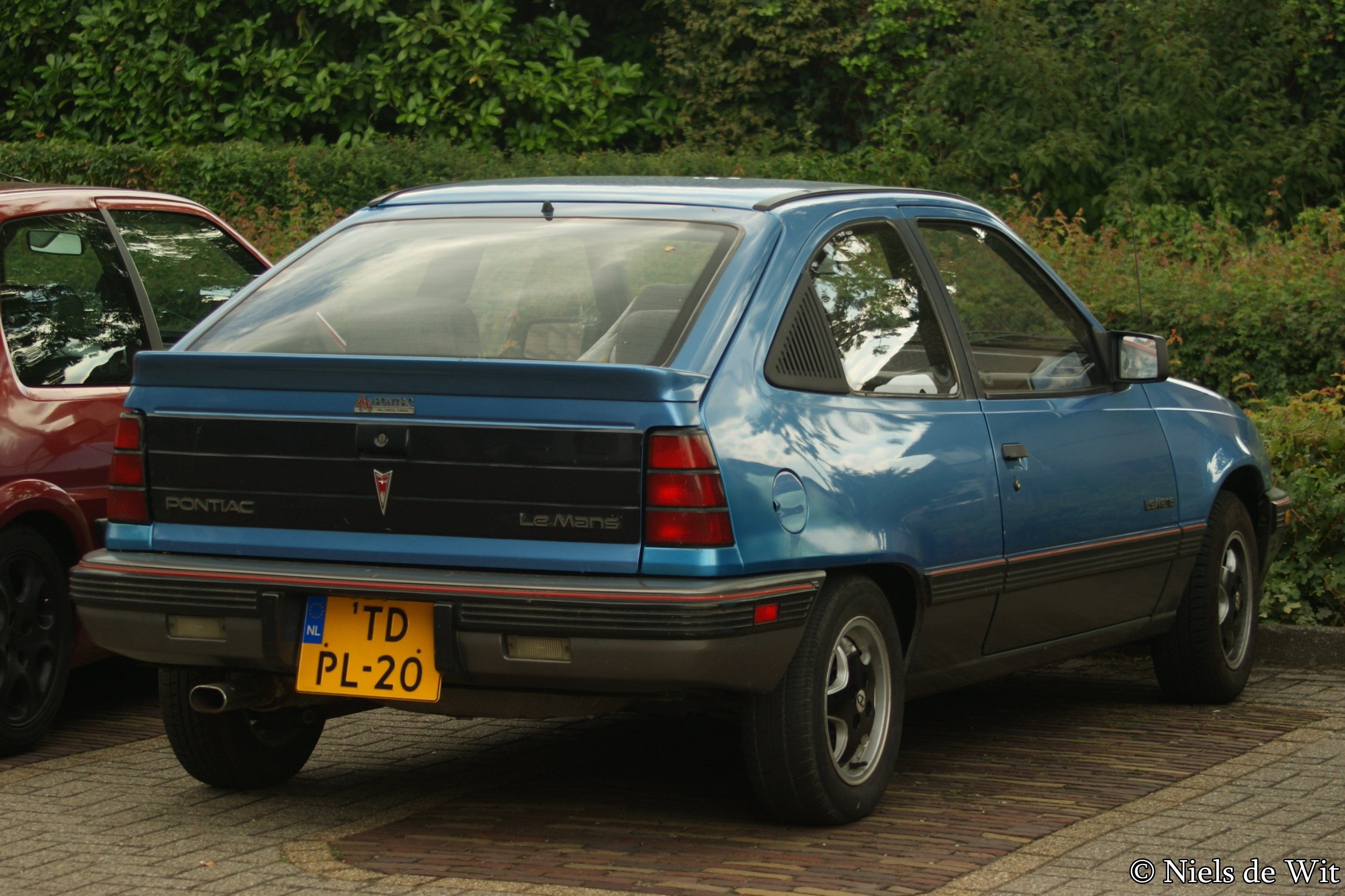
Heckansicht
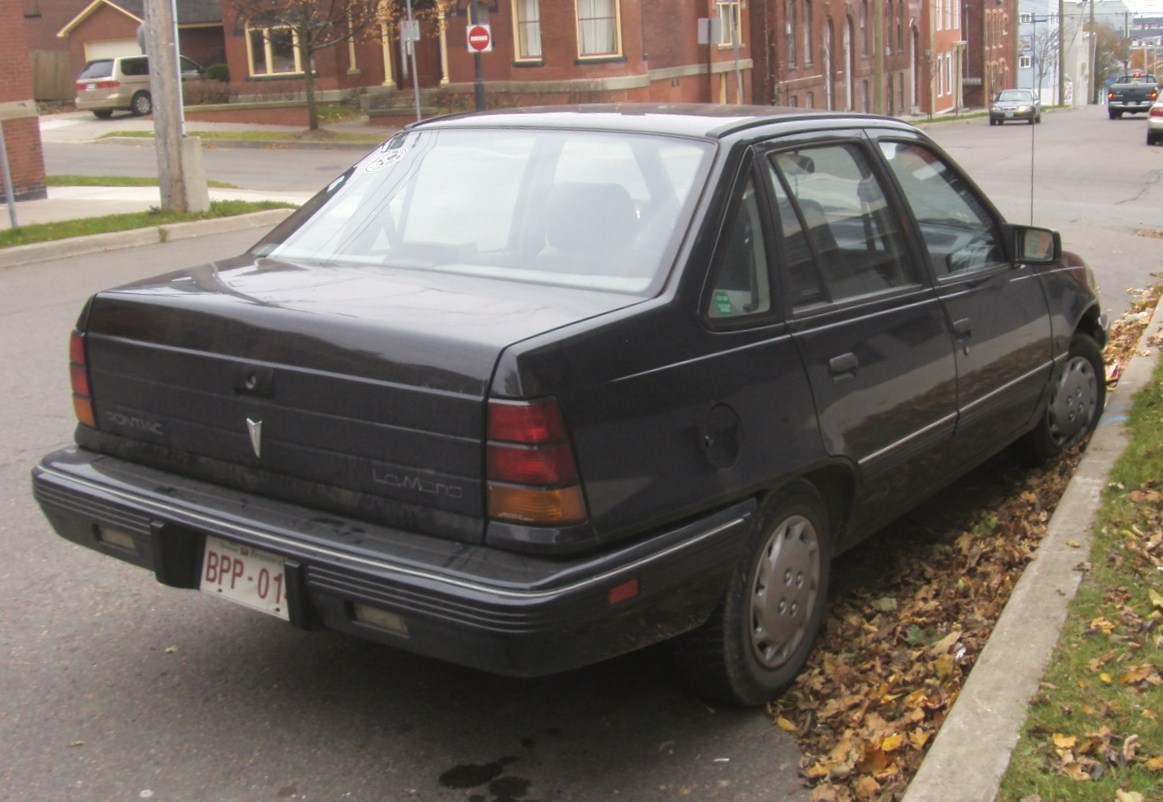
Heckansicht Stufenheck
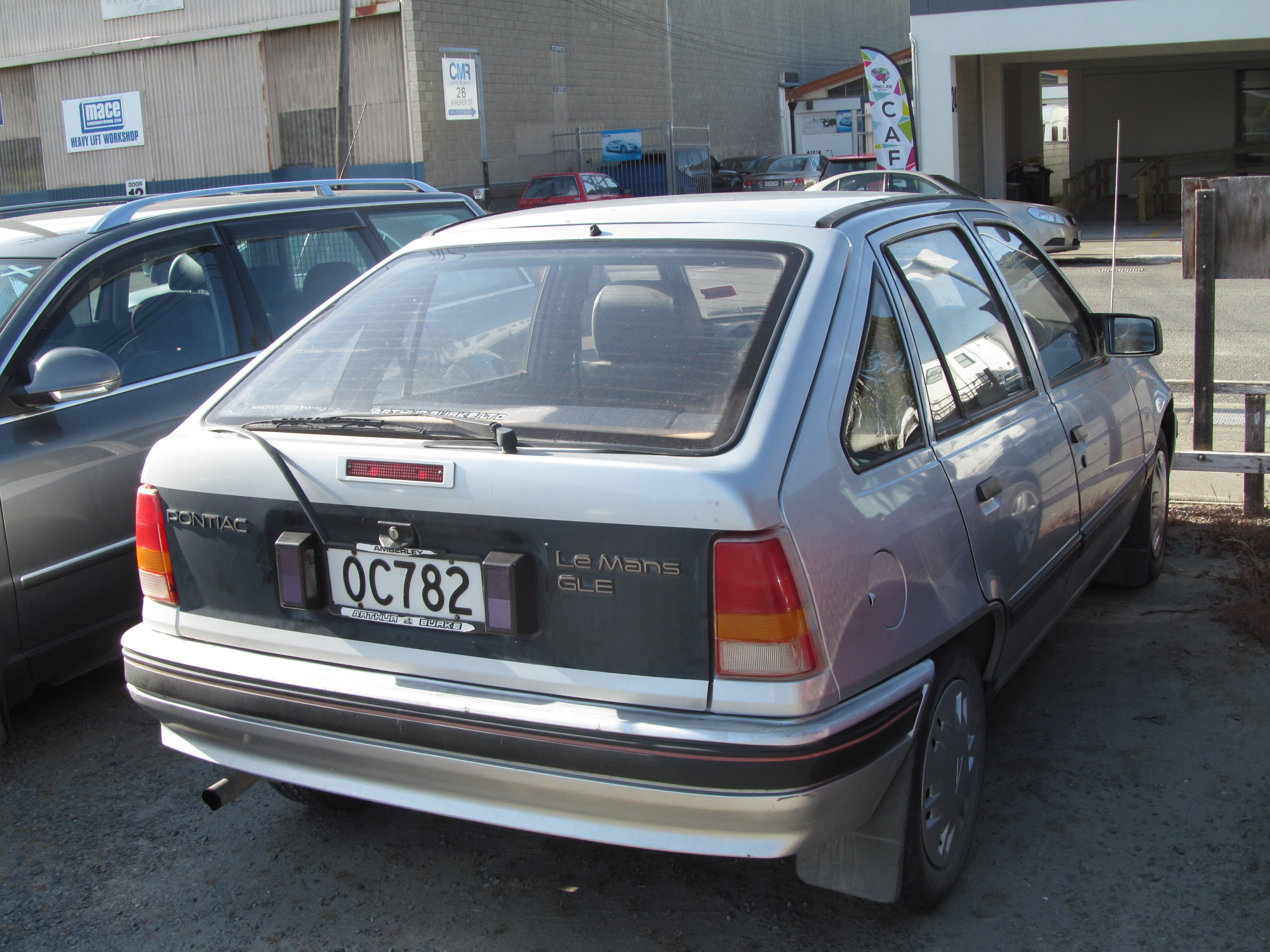
Heckansicht neuseeländisches Modell